# Epeolus coreanus
Epeolus coreanus là một loài Hymenoptera trong họ Apidae. Loài này được Yasumatsu mô tả khoa học năm 1933.